# Downing College

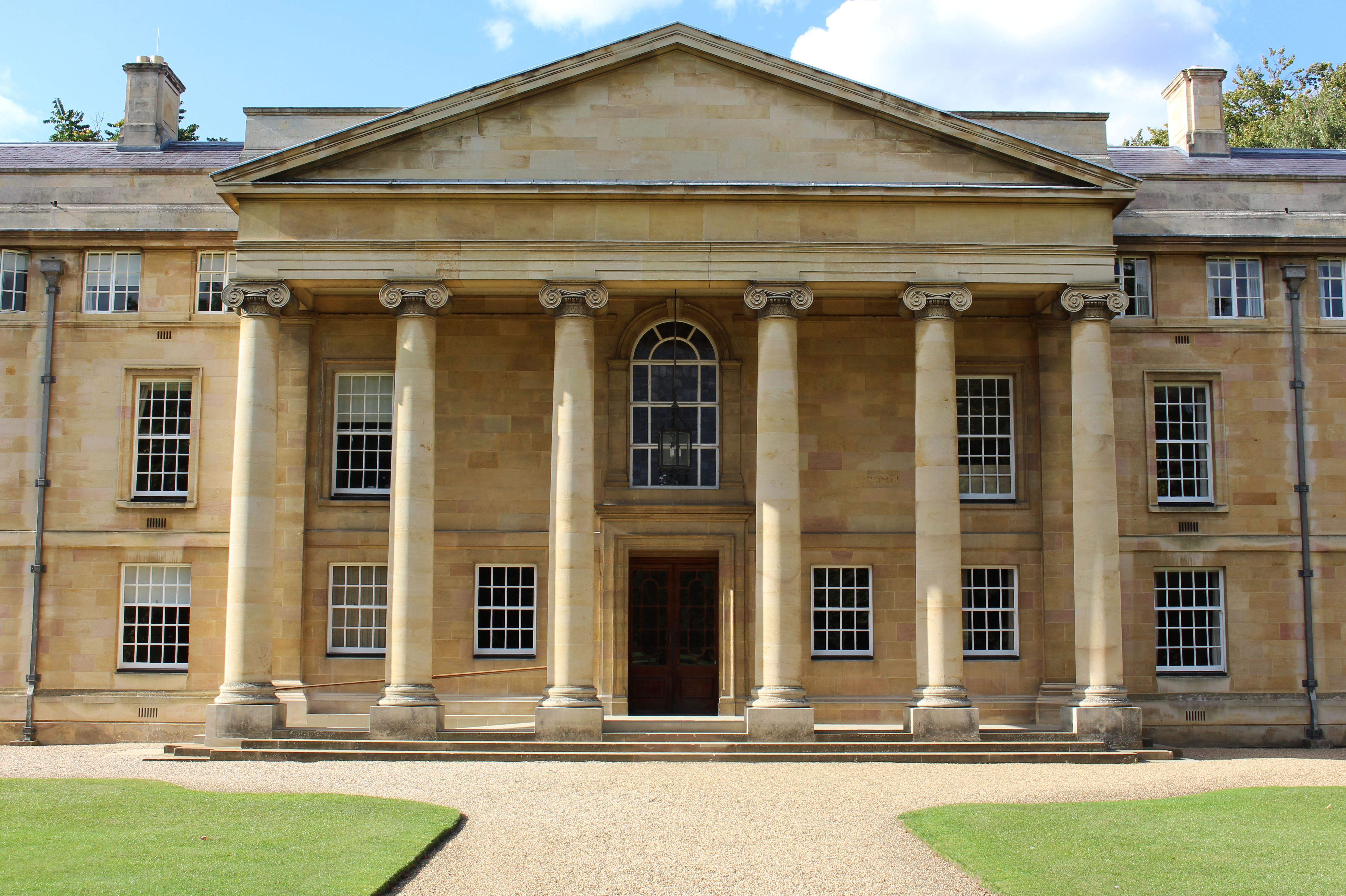
Downing College

Heraldiskt vapen för Downing College

Downing College är en del av University of Cambridge och har för närvarande cirka 950 studenter. Det grundades 1800 och var det enda college som lades tillfördes universitetet mellan 1596 och 1869, och beskrivs ofta som det äldsta av de nya skolorna och det nyaste av de gamla. Downing College bildades "för att uppmuntra studiet av juridik och medicin och de besläktade ämnena moral och naturvetenskap", och har utvecklat ett rykte bland Cambridges colleges för juridik och medicin.
År 2012 utsågs Downing till en av de två mest miljövänliga skolorna i Cambridge.

## Historia
När Sir George Downing, 3:e baronet, dog 1749, användes den förmögenhet som hans farfar, Sir George Downing, 1:e baronet, hade lämnat efter sig, som tjänade både Cromwell och Karl II och byggde 10 Downing Street (en dörr som tidigare var från Nummer 10 används i colleget), genom hans testamente. Enligt detta testamente, eftersom han inte hade några direkta barn (han var juridiskt separerad från sin fru), lämnades familjens förmögenhet till hans kusin Sir Jacob Downing, 4:e baronet, och om han dog utan arvinge, till tre kusiner i följd. Om de alla dog utan barn skulle pengarna användas för att grunda ett college i Cambridge som hette Downing.
Sir Jacob dog 1764, och eftersom de andra namngivna arvingarna också hade dött, skulle colleget ha kommit till då, men Sir Jacobs änka Margaret vägrade att ge upp förmögenheten och de olika släktingar som var Sir Georges lagliga arvingar var tvungna att vidta kostsamma och långvariga åtgärder i Court of Chancery för att tvinga henne att göra det. Hon dog 1778, men hennes andre make och sonen till hennes syster fortsatte att motsätta sig arvingarnas åtgärder fram till 1800 då domstolen beslutade till förmån för Sir Georges testamente och George III beviljade Downing ett kungligt privilegiebrev, vilket markerade den officiella grundandet av colleget.

## Byggnader

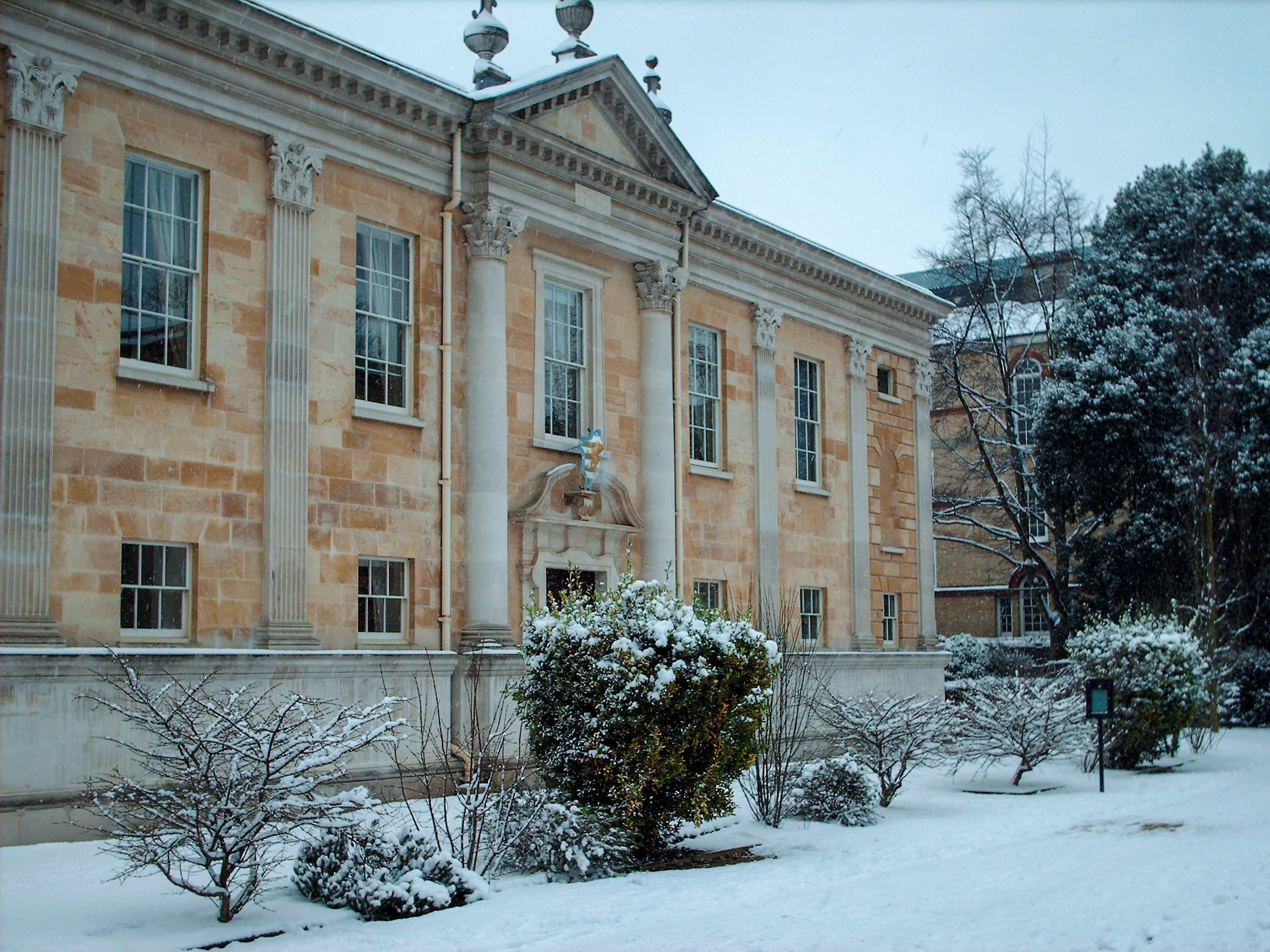
Howard Building

Arkitekten William Wilkins fick i uppdrag av förvaltarna av Downings egendom, som inkluderade rektorn till Clare College och St John's College samt ärkebiskoparna av Canterbury och York, att utforma planen för colleget. Wilkins, en lärjunge till den neoklassiska arkitektoniska stilen, utformade den första helt campusbaserade universitetsplanen i världen baserad på en magnifik entré på Downing Street som skulle bilda den största innergården i Cambridge. Men så blev det inte.
Egendomen förminskades avsevärt genom stämningen i kanslerrätten, och de storslagna planerna misslyckades. En stor del av den norra sidan av det som då var Pembroke Leys såldes till universitetet och är nu hem för vetenskapliga byggnader ("The Downing Site"). I själva verket byggdes till en början endast ett begränsat område i öster och väster, och planerna på ett bibliotek och ett kapell på södra sidan av högskolan lades på hyllan.
Den tredje sidan av gården färdigställdes först 1951 i och med byggandet av universitetskapellet. Där den fjärde sidan skulle ha legat är nu en stor hage (känd som "The Paddock"), med många träd. Även om den inte är helt sluten, är den innergård som bildades före Downing College kanske den största i Cambridge eller Oxford (en titel som tvistas med Trinity Colleges Great Court).
De senaste tillskotten är Howard Lodge, Howard Building och den senaste av alla Howard Theatre som öppnade 2010. Dessa sponsrades av Howard Foundation och ligger bakom huvudgården runt den lilla trädgården. Dessa lokaler används för konferens- och företagssammankomster utanför studentterminen.

### Heong Gallery
Heong Gallery, som öppnade i februari 2016, är ett galleri för modern och samtida konst på Downing. Den är uppkallad efter Alwyn Heong, en alumn från skolan, som är en anhängare av bildkonst. Ombyggnaden av en stallbyggnad av Caruso St John vann ett regionalt RIBA-pris.

## Studentliv
Downing-studenter är fortfarande framstående i universitetsvärlden. Under de senaste åren har Cambridge Union Presidents, Blues captains, Law and Economic Society Presidents och fler kommit från skolan. Downing har ett särskilt rykte som "Law College".
The Griffin har varit studenttidning i över 100 år.

### Sport

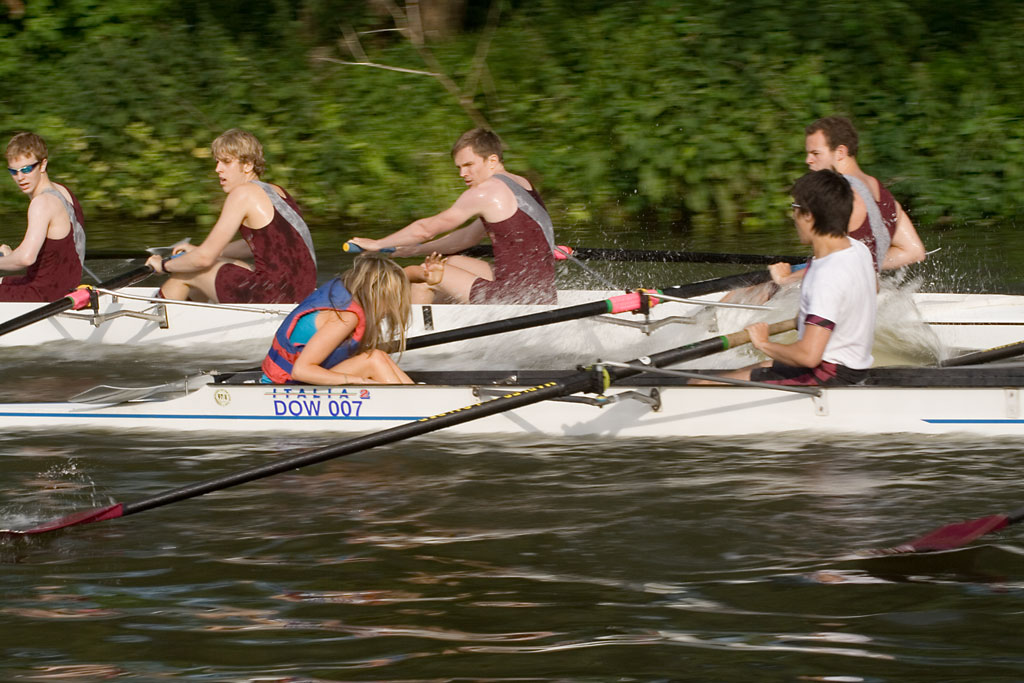
Downing-båten blir "bumped" (nuddad) av laget från Fitzwilliam College i tävlingarna 2006.

Colleget ställer upp med lag i en rad olika sporter, inklusive herrfotboll, rugby för män och kvinnor, tennis och ultimate.
Downing College Rugby Union Football Club är ett av Cambridges bästa lag, efter att ha säkrat segern i både 2019 Cuppers och 2022 Shield-tävlingarna. Downings uppgång har också inkluderat en vinst i Plate-tävlingen under säsongen 2017/18.
Downing College Boat Club är också framgångsrik, med Women's First Boat som vann Lents Headship of the River 2004 och senast 2020, och Mays Headship i May Bumps 2014 och 2015. Herrarnas första båt har varit i täten flera gånger under 1980- och 1990-talen (till exempel 1994 till 1996) medan den fick Mays som huvudskepp 1996 och Lents Headship 2014, vid varje tillfälle bjuder traditionen att "bränna båten" (med hjälp av en gammal trä 8-årad båt), medan roddarna i den vinnande båten hoppar över lågorna. De båda har för närvarande positioner på eller nära toppen i båda University bumps races [Lents och Mays].

## Galleri

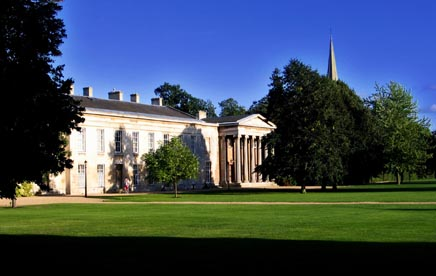
East Range, Downing College, November 2006
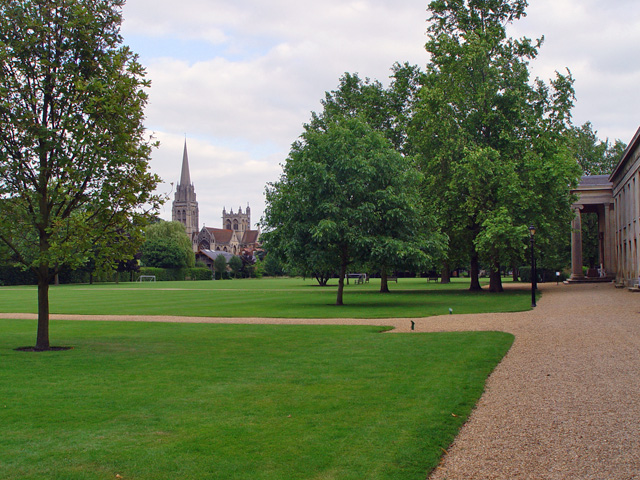
The Paddock.
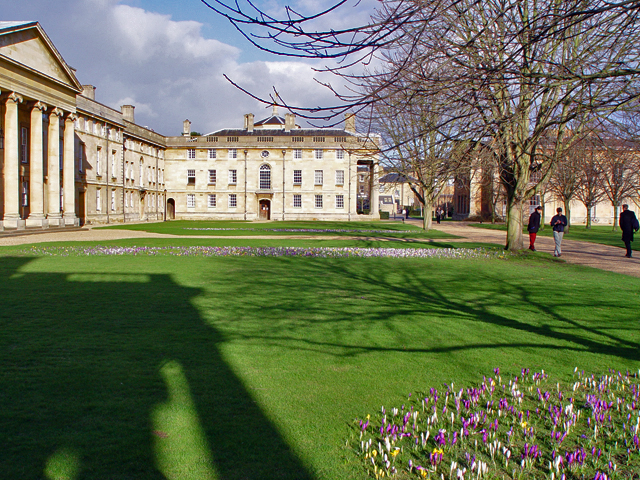
Nordöstra sidan av gräsmattan utanför kapellet.
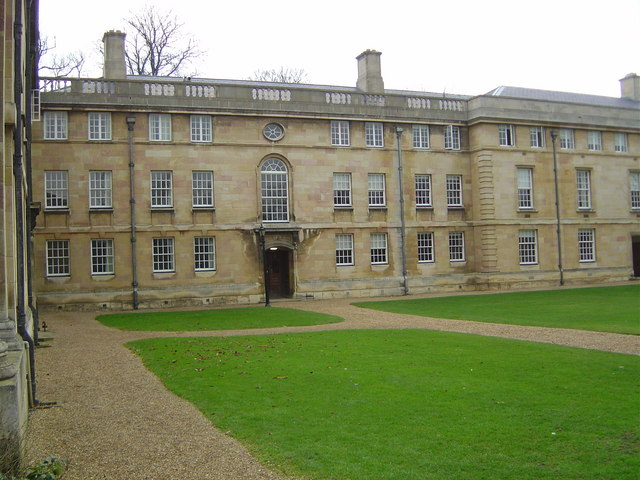
J Staircase
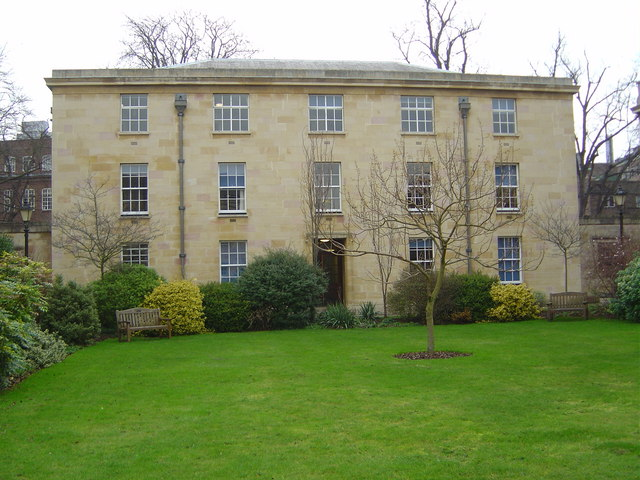
The Kenny Building
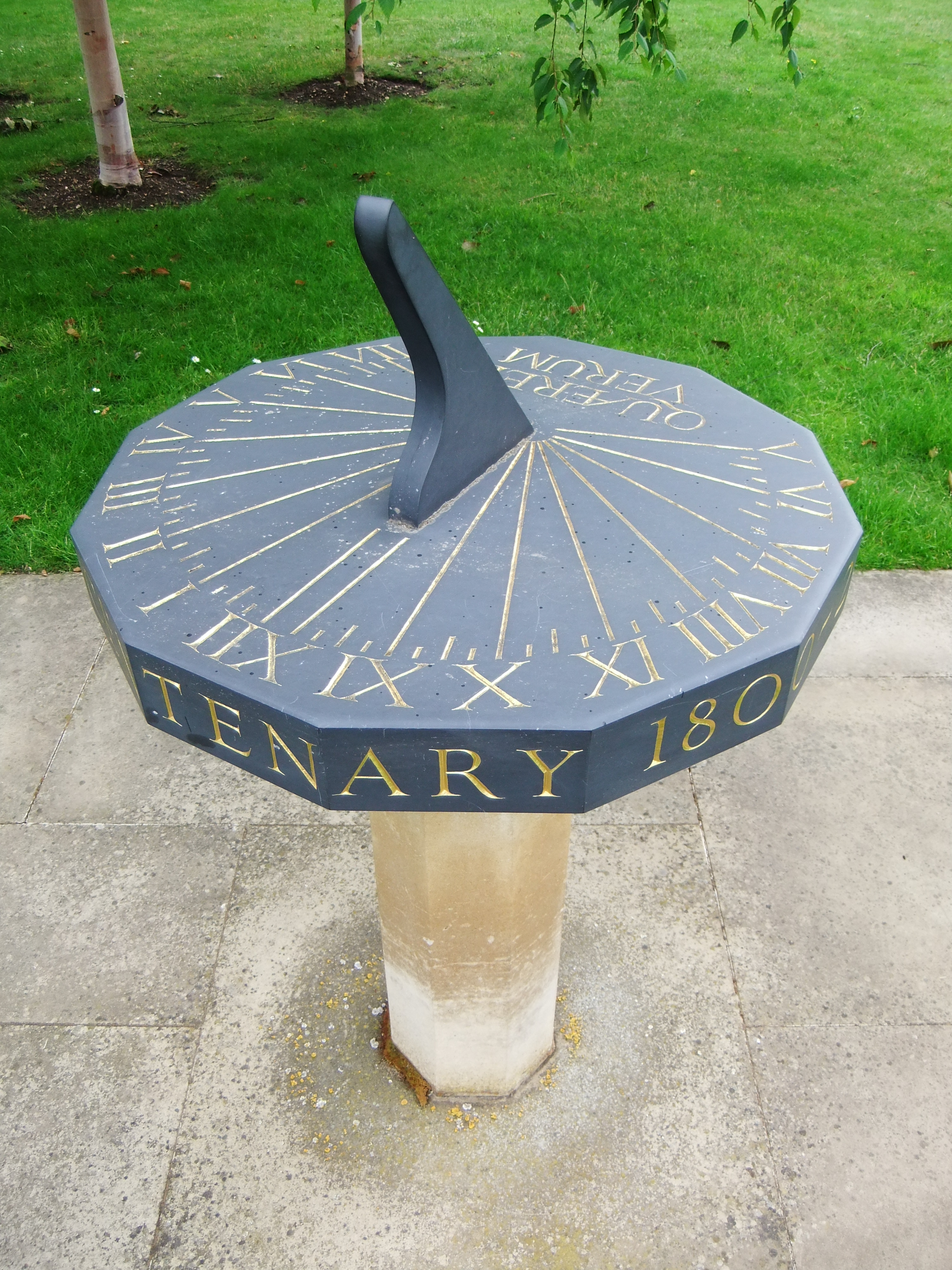
Ett solur till minne av skolans 200-årsjubileum
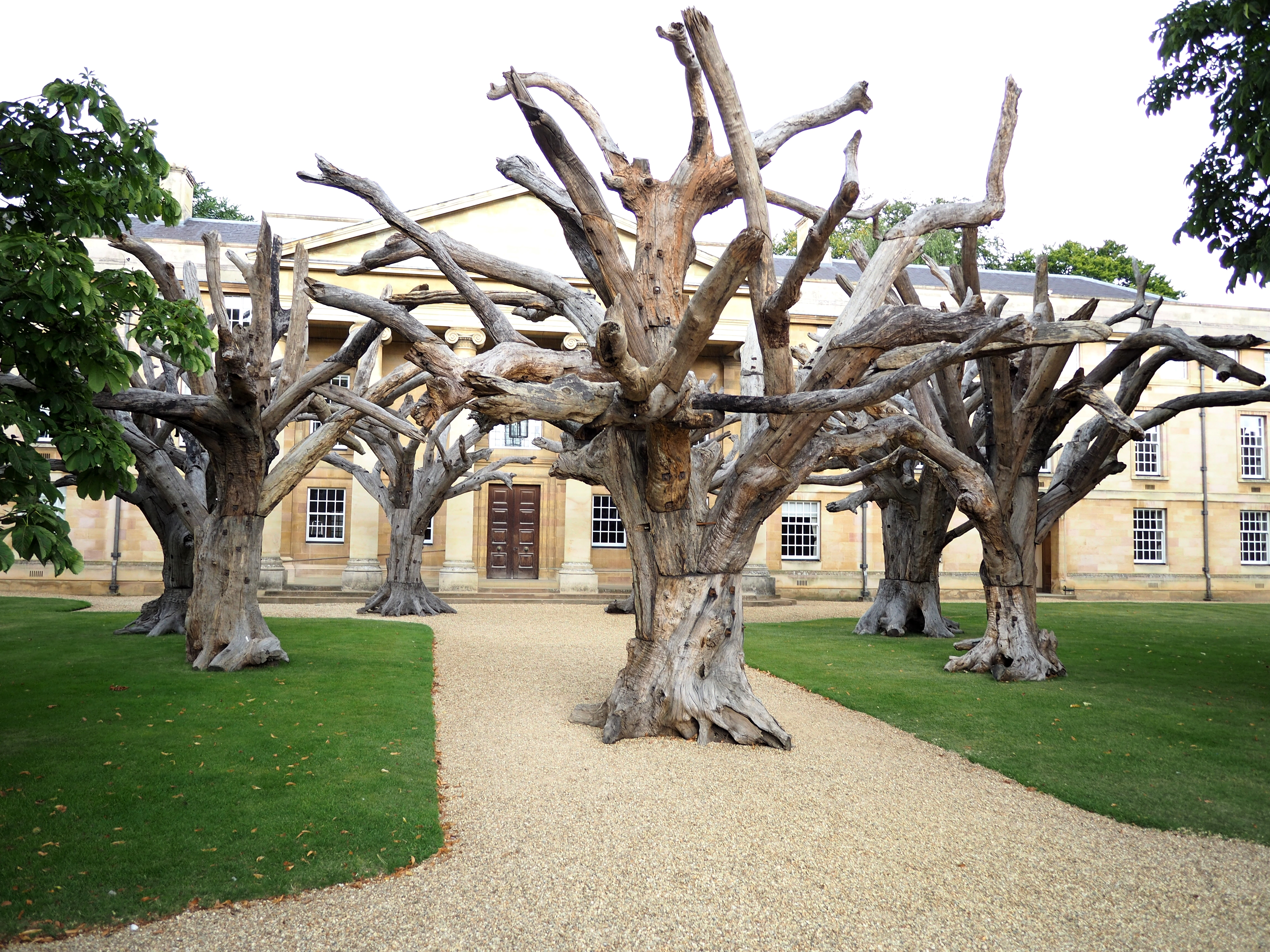
Ai Weiwei Trees, del av 2016 års utställning på Heong Gallery